# 박종찬 (축구 선수)
박종찬(1981년 10월 2일 ~ )은 대한민국의 전 축구 선수로 현역 시절 포지션은 공격수였으며 김한원과 함께 수원 FC의 전설적인 선수로 손꼽히는 선수이자 2009년 동아시아 경기 대회 동메달 멤버이기도 하다.

## 클럽 경력
2005년 K리그1의 인천 유나이티드에 입단하며 프로에 전격 입문했지만 리그컵 1경기 출장에 그치면서 인천과의 계약을 종료한 뒤 팀을 떠났다.
그 후 2007 시즌을 앞두고 내셔널리그 홍천 이두 입단 후 같은 해 6월 9일 경주 한국수력원자력과의 2007년 내셔널리그 전기리그 10라운드 경기에서 득점을 기록했으며 2007년 여름 이적 시장을 통해 수원 FC의 유니폼으로 갈아입은 뒤 같은 해 9월 8일 고양 KB국민은행과의 후기리그 1라운드에서 멀티골을 기록하며 팀의 3-2 승리에 기여했고 부산교통공사와의 3라운드에서는 해트트릭을 작성하며 팀의 3-1 승리를 주도했다.
이후 2015년까지 8년동안 수원 FC의 주축 공격수로 프로 통산 152경기 50골을 터뜨리며 내셔널리그 2회 연속 준우승(2007년, 2008년), 2007년 대통령배 전국축구대회 우승, 2010년 내셔널리그 우승, 2011년 전국체육대회 우승, 2012년 내셔널축구선수권대회 우승, 경기도체육대회 4회 우승(2007년, 2008년, 2011년, 2012년), 2010년 경기도체육대회 준우승, 2015년 K리그2 준우승 및 창단 첫 K리그1 승격에 중추적인 역할을 수행했으며 2015 시즌 종료 후 10년간의 프로 생활을 마감했다.

## 국가대표팀 경력
2009년 동아시아 경기 대회에 내셔널리그 선발팀(대한민국 B팀)의 일원으로 참가하여 중국 U-23 대표팀과의 B조 조별리그 2차전에서 멀티골을 터뜨리는 등 4경기에서 2골을 기록하며 팀의 동메달 획득에 일조했다.